# Campeonato Brasileiro Série B
Campeonato Brasileiro Série B (neslužbeno zvana i Brasileirão B ili jednostavno Série B) je druga liga Brazila u kojoj se natječe 20 klubova. Liga je osnovana 1971. godine. Format po kojem su se klubovi natjecali nikad nije bio stalan nego se mijenjao svake godine. Bilo je godina kad se Série B nije igrala. Od 2006. igra se po dvokružnom liga-sustavu.

## Najbolji strijelci
| Godina | Igrač (tim)                                                                   | Golova |
| ------ | ----------------------------------------------------------------------------- | ------ |
| 1971.  | Rabilota (Remo)                                                               | 4      |
| 1980.  | Osmarzinho (Botafogo-SP)                                                      | 12     |
| 1981.  | Jorge Mendonça (Guarani)                                                      | 11     |
| 1982.  | Luisinho (Campo Grande)                                                       | 10     |
| 1983   | Lima .(Operário)                                                              | 9      |
| 1984.  | Dadinho (Remo)                                                                | 6      |
| 1985.  | Paulo César (Tuna Luso) Guilherme (Figueirense)                               | 6      |
| 1987.  | Evair (Guarani)                                                               | 9 1    |
| 1991.  | Cacaio (Paysandu)                                                             | 14     |
| 1992.  | Saulo (Paraná)                                                                | 12     |
| 1994.  | Baltazar (Goiás) Mário (Juventude)                                            | 11     |
| 1995.  | Oséas (Atlético Paranaense)                                                   | 14     |
| 1996.  | Maurício (Santa Cruz)                                                         | 13     |
| 1997.  | Tupãzinho (América-MG)                                                        | 13     |
| 1998.  | Gauchinho (XV de Piracicaba)                                                  | 13     |
| 1999.  | Ueslei (Bahia)                                                                | 25     |
| 2000.  | Adhemar (São Caetano)                                                         | 16 2   |
| 2001.  | Sérgio Alves (Ceará)                                                          | 21     |
| 2002.  | Vinícius (Fortaleza)                                                          | 22     |
| 2003.  | Vágner Love (Palmeiras)                                                       | 19     |
| 2004.  | Rinaldo (Fortaleza)                                                           | 14     |
| 2005.  | Reinaldo (Santa Cruz)                                                         | 16     |
| 2006.  | Vanderlei (Gama)                                                              | 21     |
| 2007.  | Alessandro (Ipatinga)                                                         | 25     |
| 2008.  | Túlio Maravilha (Vila Nova)                                                   | 24     |
| 2009.  | Elton (Vasco da Gama) Marcelo Nicácio (Fortaleza) Rafael Coelho (Figueirense) | 17     |
| 2010.  | Alessandro (Ipatinga)                                                         | 21     |
| 2011.  | Kieza (Náutico)                                                               | 21     |
| 2012.  | Zé Carlos (Criciúma)                                                          | 27     |
| 2013.  | Bruno Rangel (Chapecoense)                                                    | 31     |

1 Módulo Amarelo, Campeonato Brasileiro 1987.
2 Módulo Branco i Verde, Copa João Havelange. Adhemar je postigao šest golova u finalu Kupa João Havelange.

## Vanjske poveznice
- Campeonato Brasileiro - Série B